# Arrondissement Nizza
Das Arrondissement Nizza (französisch arrondissement de Nice) ist eine Verwaltungseinheit des französischen Départements Alpes-Maritimes in der Region Provence-Alpes-Côte d’Azur. Hauptort (Präfektur) ist Nizza.
Im Arrondissement liegen 14 Wahlkreise (Kantone) und 101 Gemeinden.

## Wahlkreise
| - Kanton Beausoleil - Kanton Contes - Kanton Menton - Kanton Nizza-1 - Kanton Nizza-2 - Kanton Nizza-3 mit einem Anteil der Stadt Nizza - Kanton Nizza-4 | - Kanton Nizza-5 - Kanton Nizza-6 - Kanton Nizza-7 - Kanton Nizza-8 - Kanton Nizza-9 - Kanton Tourrette-Levens - Kanton Vence (mit 37 von 47 Gemeinden) |

## Gemeinden
Die Gemeinden des Arrondissements Nizza sind:
| 1. Ascros (06005)                   | 2. Aspremont (06006)              | 3. Auvare (06008)                   | 4. Bairols (06009)                   |
| 5. Beaulieu-sur-Mer (06011)         | 6. Beausoleil (06012)             | 7. Belvédère (06013)                | 8. Bendejun (06014)                  |
| 9. Berre-les-Alpes (06015)          | 10. Beuil (06016)                 | 11. Blausasc (06019)                | 12. Bonson (06021)                   |
| 13. Breil-sur-Roya (06023)          | 14. Cantaron (06031)              | 15. Cap-d’Ail (06032)               | 16. Castagniers (06034)              |
| 17. Castellar (06035)               | 18. Castillon (06036)             | 19. Châteauneuf-d’Entraunes (06040) | 20. Châteauneuf-Villevieille (06039) |
| 21. Clans (06042)                   | 22. Coaraze (06043)               | 23. Colomars (06046)                | 24. Contes (06048)                   |
| 25. Cuébris (06052)                 | 26. Daluis (06053)                | 27. Drap (06054)                    | 28. Duranus (06055)                  |
| 29. Entraunes (06056)               | 30. Èze (06059)                   | 31. Falicon (06060)                 | 32. Fontan (06062)                   |
| 33. Gilette (06066)                 | 34. Gorbio (06067)                | 35. Guillaumes (06071)              | 36. Ilonse (06072)                   |
| 37. Isola (06073)                   | 38. La Bollène-Vésubie (06020)    | 39. La Brigue (06162)               | 40. La Croix-sur-Roudoule (06051)    |
| 41. La Penne (06093)                | 42. La Roquette-sur-Var (06109)   | 43. La Tour (06144)                 | 44. La Trinité (06149)               |
| 45. La Turbie (06150)               | 46. Lantosque (06074)             | 47. L’Escarène (06057)              | 48. Levens (06075)                   |
| 49. Lieuche (06076)                 | 50. Lucéram (06077)               | 51. Malaussène (06078)              | 52. Marie (06080)                    |
| 53. Massoins (06082)                | 54. Menton (06083)                | 55. Moulinet (06086)                | 56. Nizza (06088)                    |
| 57. Peille (06091)                  | 58. Peillon (06092)               | 59. Péone (06094)                   | 60. Pierlas (06096)                  |
| 61. Pierrefeu (06097)               | 62. Puget-Rostang (06098)         | 63. Puget-Théniers (06099)          | 64. Revest-les-Roches (06100)        |
| 65. Rigaud (06101)                  | 66. Rimplas (06102)               | 67. Roquebillière (06103)           | 68. Roquebrune-Cap-Martin (06104)    |
| 69. Roquestéron (06106)             | 70. Roubion (06110)               | 71. Roure (06111)                   | 72. Saint-André-de-la-Roche (06114)  |
| 73. Saint-Antonin (06115)           | 74. Saint-Blaise (06117)          | 75. Saint-Dalmas-le-Selvage (06119) | 76. Sainte-Agnès (06113)             |
| 77. Saint-Étienne-de-Tinée (06120)  | 78. Saint-Jean-Cap-Ferrat (06121) | 79. Saint-Léger (06124)             | 80. Saint-Martin-d’Entraunes (06125) |
| 81. Saint-Martin-du-Var (06126)     | 82. Saint-Martin-Vésubie (06127)  | 83. Saint-Sauveur-sur-Tinée (06129) | 84. Saorge (06132)                   |
| 85. Sauze (06133)                   | 86. Sigale (06135)                | 87. Sospel (06136)                  | 88. Tende (06163)                    |
| 89. Thiéry (06139)                  | 90. Toudon (06141)                | 91. Touët-de-l’Escarène (06142)     | 92. Touët-sur-Var (06143)            |
| 93. Tourette-du-Château (06145)     | 94. Tournefort (06146)            | 95. Tourrette-Levens (06147)        | 96. Utelle (06151)                   |
| 97. Valdeblore (06153)              | 98. Venanson (06156)              | 99. Villars-sur-Var (06158)         | 100. Villefranche-sur-Mer (06159)    |
| 101. Villeneuve-d’Entraunes (06160) |                                   |                                     |                                      |